# أوتودسك موسيون بولدير
أوتودسك موسيون بولدير (بالإنجليزية: Autodesk MotionBuilder)‏ هي برمجية رسوم متحركة منتجة من طرف أوتودسك.يستعمل للسنيما الافتراضية، لاقط الحركة والإطار الرئيسي.عندما أنشأته الشكرة الكندية كايدارا كان اسمه فلاسك، ثم استوحذت ألياس على الشركة فأعيد تسميته موسيون بولدير. ثم استوحذت أوتودسك على ألياس.
خلال مؤتمر سيكراف 2012، أعلنت أوتودسك شراكتها مع ويتا ديجيتال ولايتستورم إنترتينمنت لتطوير النسخة القادمة من البرمجية.

## روابط خارجية
- الموقع الرسمي